# Elezioni del Soviet Supremo della RSFS Russa del 1938
Le elezioni del Soviet Supremo della RSFS Russa del 1938 si tennero il 26 giugno di quell'anno.

## Sistema elettorale
La Costituzione sovietica del 1936 aveva riformato l'apparato statale dell'URSS e dato vita al Soviet Supremo dell'Unione Sovietica e ad analoghe strutture nelle Repubbliche e nelle Repubbliche autonome dell'Unione. La nascita del Soviet Supremo della RSFS Russa fu confermata nella nuova Costituzione russa, approvata dal XVII Congresso panrusso dei Soviet il 21 gennaio 1937. La legge elettorale ("Disposizioni sulle elezioni del Soviet Supremo della RSFSR") fu approvata dal Comitato esecutivo centrale panrusso il 16 febbraio 1938.

## Risultati
| Coalizione                               | Partito                                          | Voti       | %     | Seggi |
| ---------------------------------------- | ------------------------------------------------ | ---------- | ----- | ----- |
| Blocco dei comunisti e dei senza partito | Partito Comunista di tutta l'Unione (bolscevico) | 59 542 993 | 99,30 | 568   |
| Blocco dei comunisti e dei senza partito | Indipendenti                                     | 59 542 993 | 99,30 | 159   |
| Voti contrari                            | Voti contrari                                    | 320 496    | 0,70  |       |
| Schede bianche e nulle                   | Schede bianche e nulle                           | 73 226     | –     | –     |
| Totale                                   | Totale                                           | 59 936 715 | 100   | 727   |
| Aventi diritto/affluenza                 | Aventi diritto/affluenza                         | 60 368 858 | 99,3  | –     |